# 金子隆行
金子 隆行（かねこ たかゆき、1984年8月27日 - ）は、日本の元男子バレーボール選手、ポジションはアウトサイドヒッター。現指導者。

## 来歴
埼玉県さいたま市出身。実姉の影響で、和土小学2年（岩槻ジュニアクラブ）よりバレーボールを始める。深谷高校から東海大学へ進学し、2005年ユニバーシアード準優勝などを経験。2005年ワールドリーグの出場登録者候補になったが代表入りできなかった。
大学卒業後の2007年4月にNECブルーロケッツに入団。5月の第56回黒鷲旗大会優勝に貢献し、若鷲賞（最優秀新人賞）受賞とベスト6に選出された。
2009年5月のNECの無期限休部に伴い、8月にサントリーサンバーズに移籍。同年、2009年度全日本代表登録メンバーに再選出された。
2015/16シーズンをもって現役引退。
2017年に古巣NEC系列のNECレッドロケッツコーチに就任。2018年6月からは監督に昇任。
監督5シーズン目となる2022-23シーズン、皇后杯でチームを優勝に導いた。そして、V1女子でもチームを6シーズンぶりの優勝に導いた。2023-24シーズンも皇后杯とV1女子で優勝に導き、2シーズン連続の2冠を達成した。
2025年5月、NECの監督退任が発表された。同年からは日本女子代表コーチを務める。

## 受賞歴
- 2007年 - 第56回黒鷲旗全日本男女選抜大会 若鷲賞、ベスト6
- 2016年 - Vリーグ栄誉賞
- 2023年 - 2022-23 V.LEAGUE DIVISION1 WOMEN 優勝監督賞、松平康隆賞
- 2024年 - 2023-24 V.LEAGUE DIVISION1 WOMEN 優勝監督賞、松平康隆賞

## 所属チーム

### 選手
- 深谷高校
- 東海大学
- NECブルーロケッツ（2007-2009年）
- サントリーサンバーズ（2009-2016年）

### 指導者
- NECレッドロケッツ/NECレッドロケッツ川崎
  - コーチ（2017-2018年）
  - 監督（2018-2025年）
- 日本女子代表 コーチ（2025年-）